# Aurelio Aureli
Aurelio Aureli (před rokem 1652? Benátky – po roce 1708? tamtéž) byl italský operní libretista.

## Život
O životě Aurelia Aureli je jen málo informací. Kariéru operního libretisty zahájil v roce 1652 libretem k opeře l'Erginda. Pracoval vesměs pro benátská divadla, s výjimkou krátkého pobytu ve Vídni v roce 1659, kde napsal libreto k opeře La virtù guerriera. V letech 1688–1694 působil ve službách vévody z Parmy. Napsal pro něj okolo 12 libret, které zhudebnil většinou dvorní skladatel Bernardo Sabadini. 
Aureliho libreta byla mezi skladateli značně oblíbená. Celkem napsal na 40 libret, která zhudebnili skladatelé Domenico Freschi, Carlo Pallavicino, Marc’Antonio Ziani, Pietro Andrea Ziani, Giovanni Legrenzi, Francesco Cavalli a další. V roce 1729 zhudebnil libreto Amore e gelosia i Johann Adolf Hasse.

## Dílo (výběr)
- l'Erginda
- Le fortune di Rodope e Damira (1657)
- Medoro (1658)
- La virtù guerriera (Vídeň 1659)
- Gli amori infruttuosi di Pirro (1661)
- Le Fatiche d'Ercole per Deianira (1662)
- La Rosilena (1664)
- L'Artaxerse ovvero l'Ormonda costante (1669)
- L'Alessandro Magno in Sidone (1679)
- Orfeo (1673)
- L'Alcibiade (1680)
- Il Pompeo Magno in Cilicia (1681)
- La virtù sublimata dal grande, ovvero il Macedone continente (1683)
- Teseo fra le rivali (1685)
- Ercole in Tebe (1671)
- Il Massimo Pupieno (1685)
- Amor spesso inganna (1689)
- Circe abbandonata da Ulisse (1692)
- La Talestri Innamorata d'Alessandro Magno (1700)
- Diomede punito da Alcide (1700)
- Il Prassitele in Gnido (1707),
- L'Igene, regina di Sparta (1708)
- La pace fra Cesariani e Pompeiani (1708)
- Il cieco geloso (1708)